# 陈固镇
陈固乡，是中华人民共和国河南省新乡市封丘县下辖的一个乡镇级行政单位。

## 行政区划
陈固乡下辖以下地区：
陈固村、北邢庄村、东丈八村、闫村、付固村、关屯村、周家村、牛所村、西守宫村、后李湾村、三里村、西丈八村、东守宫村、冯马台村、前吴村、后河村、前李湾村、小屯村、塔北村、东仲宫村、李马台村、梅口村和西仲宫村。